# جانکارلو فراری
جانکارلو فراری (انگلیسی: Giancarlo Ferrari؛ زادهٔ ۲۲ october ۱۹۴۲ (۸۲ سال)) ورزشکار تیراندازی با کمان اهل ایتالیا است.
وی در مسابقات کشوری و بین‌المللی در مجموع برندهٔ ۱ مدال نقره، ۲ مدال برنز شده‌است.